# Kore Yamazaki
Kore Yamazaki (jap. ヤマザキ コレ Yamazaki Kore; ur. 10 czerwca 1990 na Hokkaido) – japońska mangaka, znana przede wszystkim z serii Oblubienica czarnoksiężnika, która w 2017 roku została zaadaptowana serial anime.

## Twórczość
- Futari no renai shoka (jap. ふたりの恋愛書架) (2012–2013)[5]
- Oblubienica czarnoksiężnika (jap. 魔法使いの嫁 Mahōtsukai no yome) (od 2013)[5]
- Frau Faust (jap. フラウ・ファウスト Furau Fausuto) (2014–2017)[6][7]
- Ghost and Witch (jap. ゴーストアンドウィッチ Goosuto ando wicchi) (od 2021)[8]